# 三遊亭歌扇

定紋・かたばみ

三遊亭 歌扇（さんゆうてい かせん）は、落語家の名跡。4人確認されている。当代は四代目を称しているので、それに則り代数をふった。初代を除き、三代目三遊亭圓歌門下（初代は弟弟子）。
- 初代三遊亭歌扇 - 後∶三遊亭歌太郎
- 二代目三遊亭歌扇 - 三代目三遊亭圓歌が二代目三遊亭歌奴時代に入門した弟子。前座名「町奴」から1971年に「歌扇」を名乗る。後に廃業。本名：長塚 徳好。
- 三代目三遊亭歌扇（1968年7月15日 - ）本名∶玉井 風。1991年に三代目三遊亭圓歌に入門、前座名「歌せん」。1994年に二ツ目に昇進、歌扇に改名。2002年に廃業。出囃子は『ありがたや節』。

四代目 三遊亭 歌扇（さんゆうてい かせん、1971年7月29日 - ）は、広島県尾道市原田町出身の落語家。出囃子は「末広狩」。落語協会所属。本名∶桒原 秀章。

## 経歴
尾道市立原田中学校、広島県立尾道工業高等学校卒業後、大阪でお笑い芸人を目指す。
2006年3月、三代目三遊亭圓歌に入門、「三遊亭歌五」を名乗る。圓歌は当時77歳で、江戸落語における当時最高齢の弟子入りとなった。
2009年6月、三遊亭粋歌、柳亭市江、柳家小太郎と共に二ツ目に昇進し「歌扇」と改名。2017年4月に師匠圓歌が死去、兄弟子の三遊亭若圓歌門下に移る。
2020年3月21日からの鈴本演芸場3月下席より三遊亭丈助、春風亭一左、三遊亭志う歌、六代目玉屋柳勢と共に真打に昇進した。出囃子は兄弟子の四代目三遊亭圓歌が前名の歌之介時代に使用していた「われは海の子」に変更していた。出囃子は後に「末廣狩」に変更されている。なお「歌扇」で真打に昇進した者は初めてだが、自身は四代目と名乗っている。

## 芸歴
- 2006年3月∶三代目三遊亭圓歌に入門、「歌五」を名乗る。
- 2009年6月∶二ツ目昇進、「歌扇」と改名。
- 2017年4月∶師匠圓歌が死去、三遊亭若圓歌門下に移籍。
- 2020年3月∶真打昇進。

## 出囃子
- ウィリアムテル序曲（2009年 - 2020年）
- 我は海の子（2020年 - 2021年）
- 末広狩（2021年 - ）